# Diecéze San Marino-Montefeltro
Diecéze San Marino-Montefeltro (latinsky Dioecesis Sammarinensis-Feretrana) je římskokatolická diecéze v italské oblasti Emilia-Romagna a v Republice San Marino, která tvoří součást Církevní oblasti Emilia-Romagna. Síldem biskupa je město Pennabilli, kde se nachází katedrála sv. Leona, biskupský palác a kurie, seminář a diecézní muzeum. V jejím čele stojí biskup Andrea Turazzi, jmenovaný papežem Františkem v roce 2013.

## Stručná historie
Diecéze Montefeltro je doložena již v 8. století, i když zmínka o prvním biskupovi je až ze začátku století následujícího. Od roku 1572 je sídlo diecéze v Pennabilli, i když dalším ze sídel diecéze bylo často i San Leo. V roce 1977 dostala diecéze své aktuální jméno; v letech 1977–1995 byla spojena s diecézí Rimini in persona episcopi.